# Liste von Klöstern in der Slowakei

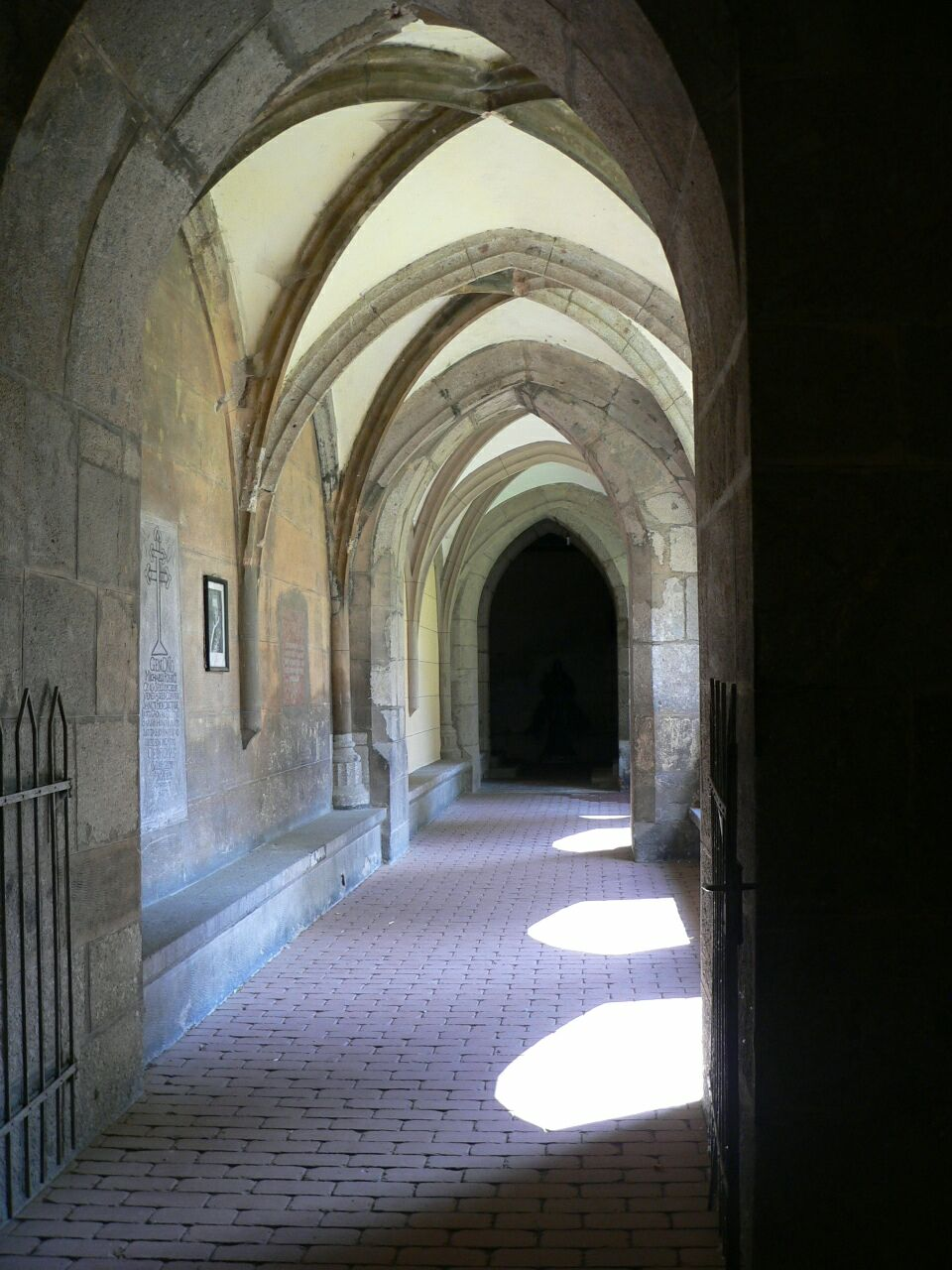
Ehemaliges Benediktinerkloster in Hronský Beňadik, Kreuzgang, zweitältestes Kloster der Slowakei

Die Liste von Klöstern enthält bestehende und ehemalige Ordensniederlassungen im Gebiet der heutigen Slowakei.

## Geschichte

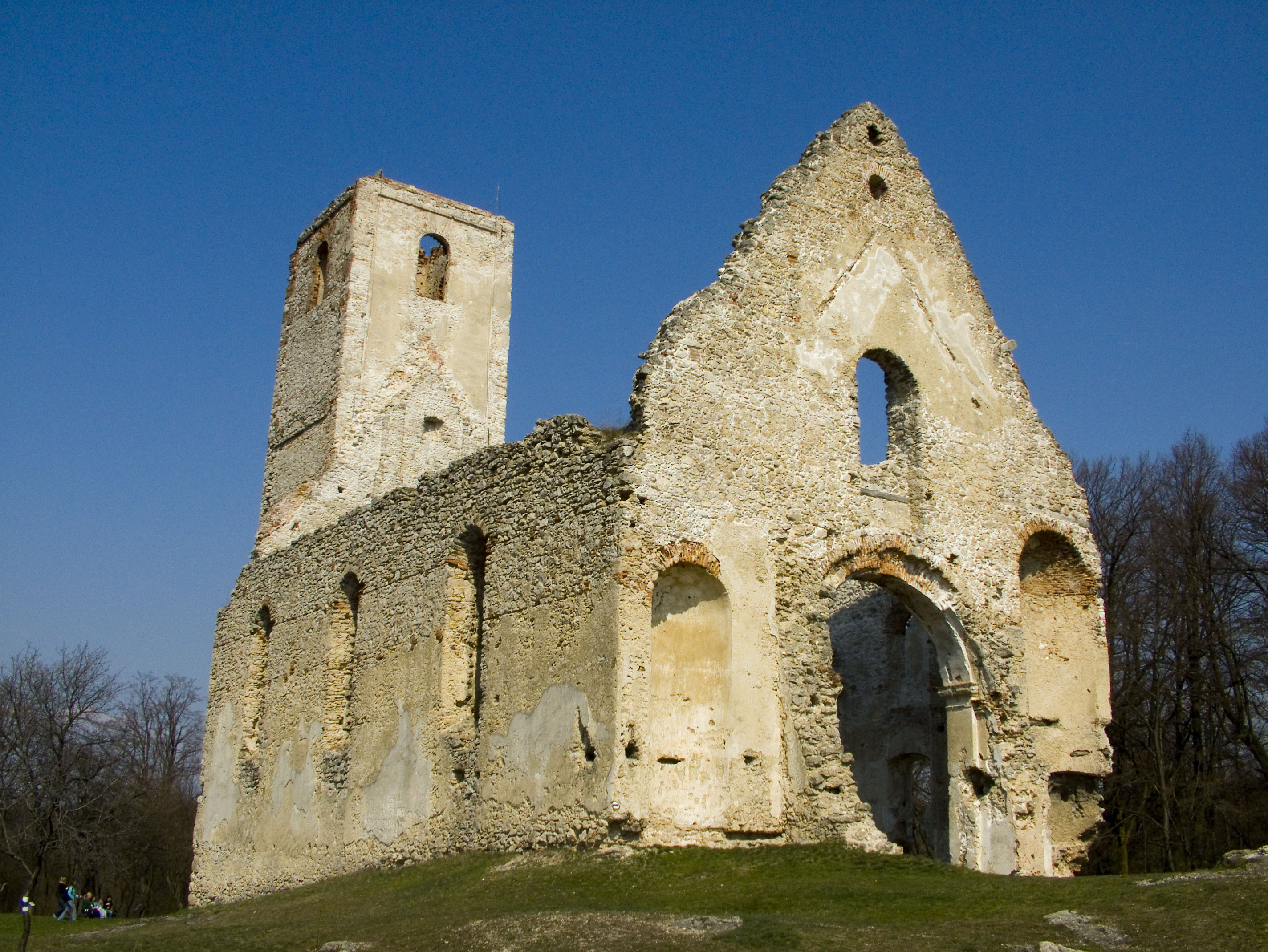
Ruine des Katharinenklosters (Katarínka) bei Dechtice

Das älteste Kloster in der heutigen Slowakei wurde am Berg Zobor spätestens im frühen 11. Jahrhundert gegründet. Ihm folgten weitere Benediktinerklöster. Seit dem 12. Jahrhundert kamen Prämonstratenser und Zisterzienser, im 13. Jahrhundert Bettelorden der Franziskaner, Dominikaner und Augustinereremiten, danach weitere Orden hinzu.
Im 16. Jahrhundert wurden die meisten Klöster im Verlauf der Reformation und auch wegen der Bedrohung durch die Osmanen geschlossen.
Im späten 17. Jahrhundert gründeten sich in Folge der Gegenreformation Niederlassungen neuer Orden wie der Jesuiten, einige ältere Klöster wurden durch ihre Orden wieder in Besitz genommen. 1787 wurden viele Klöster durch Kaiser Joseph II. während seiner Säkularistionen geschlossen. Im frühen 19. Jahrhundert wurden einige von ihnen wieder genutzt, dazu kamen Niederlassungen neuer Orden wie der Salesianer, Redemptoristen und Salvatorianer. 1950 wurden alle Klöster in der Slowakei geschlossen.
Seit 1990 konnten wieder Ordensniederlassungen entstehen, 1998 sollen 58 Klöster und Ordenshäuser in der Slowakei bestanden haben.

## Bestehende Klöster
Römisch-katholisch
- Kloster Sampor, Benediktiner

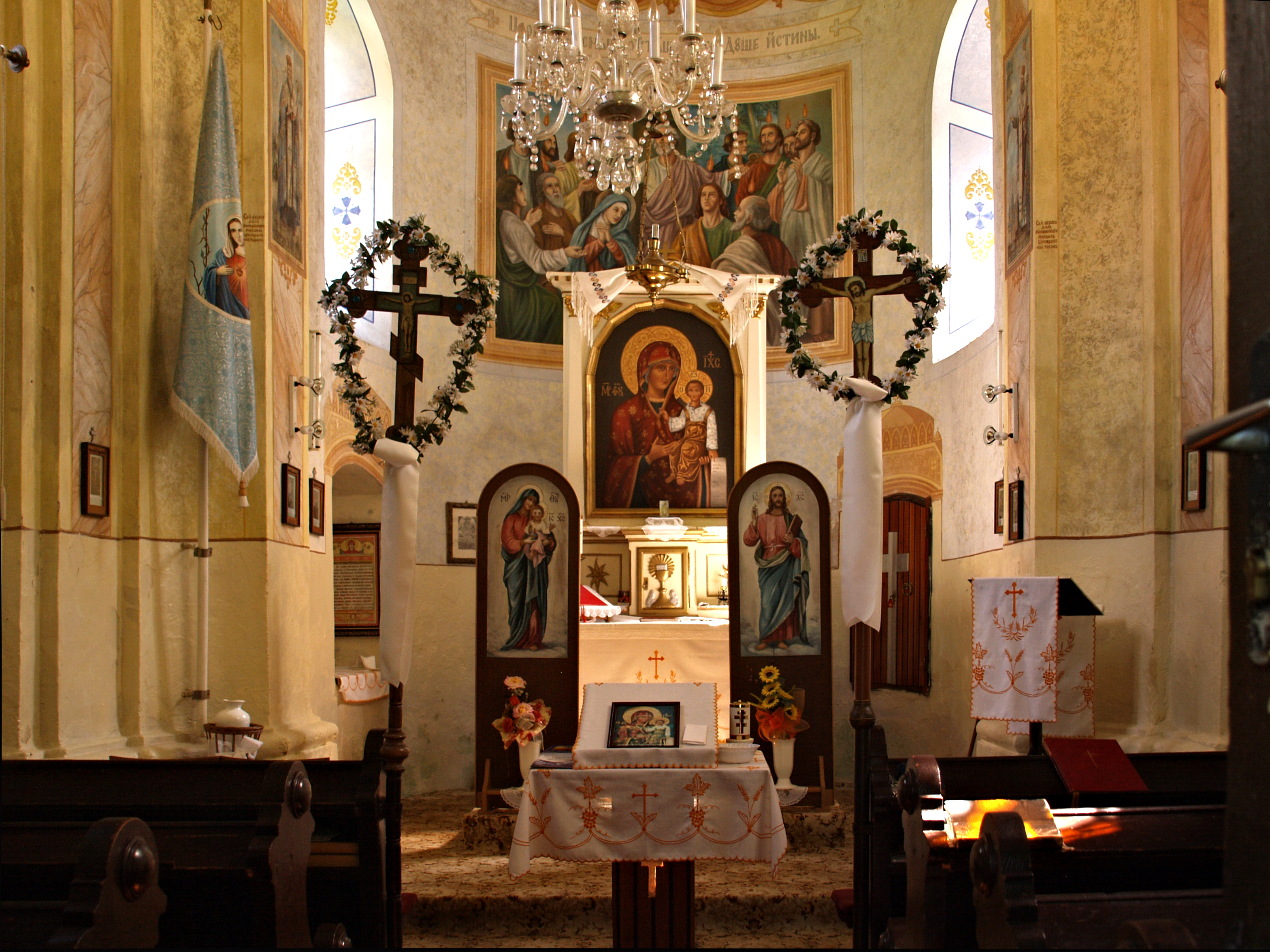
Heilig-Geist-Kloster in Krasný Brod, griechisch-katholisch, Innenansicht der Kapelle

- Kloster Jasov, Prämonstratenser, seit Ende 12. Jahrhundert mit Unterbrechungen

Griechisch-katholisch
- Heilig-Geist-Kloster Krasný Brod

## Ehemalige Klöster
Antoniter
- Antoniterkloster Bratislava
- Kloster Dravce

Augustiner
- Kloster Bardejov, 1380
- Kloster Hrabkov, 1334
- Kloster Nové Mesto nad Váhom, 1310
- Kloster Spišské Podhradie, 1327
- Kloster Svätý Jur, 1279
- Kloster Veľký Šariš, 1270

Barmherzige Brüder
- Kloster Bratislava
- Kloster Skalica
- Kloster Spišské Podhradie

Benediktiner
- Stephanskloster Bzovík, um 1130, ab 1135 Prämonstratenser
- Kloster Hronský Beňadik, 1075
- Kloster Jánošovce
- Marienkloster Krásna bei Košice, 1143
- Kloster Zobor bei Nitra, 9./11. Jahrhundert, ältestes Kloster in der Slowakei
- Kloster Lekir (heute Hronovce)

Franziskaner
- Franziskanerkloster Bardejov
- Franziskanerkloster Bratislava
- Katharinenkloster (Katarínka) bei Dechice, 1618–1786
- Franziskanerkloster Košice
- Franziskanerkloster Nitra
- Franziskanerkloster Trnava

Kapuziner
- Kapuzinerkloster Bratislava, 1676
- Kloster Holič, 1750
- Kloster Pezinok, 1694

Karmeliter
- Karmeliterkloster Prešov, 1288

Kartäuser
- Rotes Kloster (Červený Kláštor) in Lechnica, 1319
- Kloster Skala bei Letanovce, 1299–1543

Klarissen
- Nonnenkloster Bratislava, 1297
- Kloster Kežmarok
- Klarissenkloster Trnava, 1239

Jesuiten
- Kloster Banská Štiavnica, 1774
- Jesuitenkloster Nitra, 1701
- Kloster Podolinec, 1642
- Kloster Prievidza, 1666
- Jesuitenkloster Trenčín, 1776

Orden zum Heiligen Grabe
- Komturei Chmeľov, 1212
- Komturei Huncovce, 1232
- Komturei Lendak, 1232

Paulaner
- Kloster Šamorín, 1690

Pauliner
- Kloster Beckov, 1430
- Kloster Letanovce, 1369
- Kloster Marianka, 1377
- Kloster Trebišov, 1504
- Kloster Trnava, 1650

Prämonstratenser
- Kloster Bzovík, 1135, vorher Benediktiner
- Kloster Leles, 1181
- Kloster Nižna Myšľa, 1288
- Kloster Šahy, 1238
- Kloster Kláštor pod Znievom, 1251

Trinitarier
- Trinitarierkloster Bratislava
- Trinitarierkloster Ilava, 17. Jahrhundert
- Trinitarierkloster Trnava

Ursulinen
- Ursulinenkloster Bratislava, 1676
- Ursulinenkloster Košice, 1698
- Ursulinenkloster Modra, 1907
- Ursulinenkloster Trnava, 1724

Zisterzienser
- Kloster Bardejov, 1247
- Kloster Spišský Štiavnik, 1223

Zisterzienserinnen
- Nonnenkloster Bratislava, 1125, ab 1297 Klarissen